# Mamma, io vengo da un altro pianeta?
Mamma, io vengo da un altro pianeta? (Can of Worms) è un film per la televisione del 1999 per la regia di Paul Schneider. Il film è basato dall'omonimo romanzo candidato al premio Young Reader's Choice del 2002 e al Rhode Island Children's Book Awards del 2001. Le riprese del film si sono svolte a Vancouver, Columbia Britannica.

## Trama
Mike Pillsbury è un ragazzo che non si è mai sentito appartenere appieno alla vita terrestre. Per conquistare la sua ragazza del cuore, Kate Sandman, decide di aiutarla nei preparativi per il ballo di Halloween, che viene sabotato dal rivale di Mike, Scott. Così, pesantemente umiliato, Mike invia un messaggio nello spazio chiedendo di essere portato via dal pianeta Terra, non sapendo però che il messaggio è veramente arrivato agli alieni e che questo gli causerà non pochi problemi.

## Cast
- Michael Shulman - Mike Pillsbury
- Erika Christensen - Katelyn
- Adam Wylie - Nick
- Andrew Ducote - Jay
- Garrett M. Brown - Dana Pillsbury
- Lee Garlington - Pamela Pillsbury
- Brighton Hertford - Jill Pillsbury
- Marcus Turner - Scott Tribler
- Chris Davies - Ryan
- Marie Stillin - Mrs. Nickerson
- Jessica Murdoch - Katelyn's Friend
- Terry David Mulligan - Coach Trembly
- Hrogather Matthews - Forma umana di Thoad